# Plagiognathus rosicola
Plagiognathus rosicola är en insektsart som beskrevs av Knight 1923. Plagiognathus rosicola ingår i släktet Plagiognathus och familjen ängsskinnbaggar. Inga underarter finns listade i Catalogue of Life.